# Oddesundbroens Indvielse
|  | Denne artikel er oprettet af botten Steenthbot ud fra en ekstern database. Den kan derfor have sproglige fejl eller mangler. Denne skabelon kan fjernes efter kontrol af indholdet. |

Oddesundbroens Indvielse er en dansk dokumentarisk optagelse fra 1938.

## Handling
Optagelser fra indvielsen af Oddesundbroen over Limfjorden d. 15. maj 1938 - med royal deltagelse af Kong Christian X, Dronning Alexandrine, Kronprins Frederik og kronprinsesse Ingrid. Desuden deltager forfatter og trafikassistent ved Statsbanerne Johannes Buchholtz og dennes kone Olga. DSB-tog, biler og gående krydser broen for første gang. Spejderne går i optog. Tuborg-godsvogne og Tuborg-biler kører over broen.

## Medvirkende
- Kong Christian X
- Dronning Alexandrine
- Kong Frederik IX
- Dronning Ingrid
- Johannes Buchholtz